# Lijst van voormalige watergedreven molens in Zeeland
In Nederland zijn de meeste watergedreven molens langs de grens met Duitsland en België te vinden. De provincie Limburg is de provincie met de meeste watergedreven molens. Tegenwoordig zijn watermolens slechts in vier provincies te vinden: Gelderland, Noord-Brabant, Limburg en Overijssel. In Flevoland, Friesland en Noord-Holland hebben nooit watermolens gestaan. In de overige provincies zijn deze verdwenen. Onder de verdwenen molens vallen ook de getijdenmolens die in de provincies Zuid-Holland, Noord-Brabant en Zeeland hebben gestaan.
Voormalige watermolens in Zeeland:
| Naam                     | Waterloop     | Plaats     | Gemeente   | Provincie | Type molen     | Functie    | Zichtbare restanten | Huidig gebruik     | Foto |
| ------------------------ | ------------- | ---------- | ---------- | --------- | -------------- | ---------- | ------------------- | ------------------ | ---- |
| Getijdenmolen Middelburg | getijdenmolen | Middelburg | Middelburg | Zeeland   | onderslagmolen | korenmolen | restant             | huisartsenpraktijk |      |
| 't Soepuus               | getijdenmolen | Goes       | Goes       | Zeeland   | onderslagmolen | korenmolen | restant             | kantoor            |      |